# MacKeeper
MacKeeperは、macOS向けのユーティリティソフトウェアで、コンピュータシステムの最適化、クリーニング、セキュリティ用に開発された2009年にアメリカに本社を置くZeobitにより開発されたのが始まり。2013年4月、Kromtech AllianceがMacKeeperを買収し、現在その製品とサービスは世界中で提供され、18か国語に対応している。2014年以降リリースされた主なバージョンは3種類。最新版の3.xには16種類のツールが含まれる。 

## 概要
2010年5月13日に初のベータ版MacKeeper 0.8をリリース。2010年10月26日、MacKeeper 1.0をリリース。2012年1月30日、Macworld – iWorldにセキュリティ、データコントロール、クリーニング、最適化関連のユーティリティを数多く搭載したMacKeeper 2.0をリリース。2013年4月、Kromtech AllianceがZeoBitよりMacKeeperを買収。2014年6月、新たな機能「専門のスタッフ」によるヘルプ機能とOS X Yosemiteの最適化ツール搭載したMacKeeper 3.0をリリース。また、サービス型ソフトウェアの第1弾となるMacKeeper 3.xをリリース。

## 製品の特徴
最新版MacKeeper 3.xには盗難防止ソフトや「専門スタッフ」によるサポートサービスなど、16個のコンポーネントが含まれている。この機能ではソフトウェアインターフェースに組み込まれたテクニカルエキスパートとのやり取りが可能になったため、ユーザーはサポートの電話番号やメールアドレスを調べる必要がなくなった。

### セキュリティ
MacKeeper 3.xはAviraのマルウェア対策スキャンエンジン用の公式インターフェース、Secure Anti-Virus API（SAVAP）を統合している。既知のURLのデータベースを利用することで、インターネット閲覧中に悪意のあるウェブサイトを自動的にブロックする。インターネットセキュリティツールでは、ユーザーが手動で危険性のあるウェブサイトのリストを作成してブロックすることが可能である。盗難防止機能が搭載されており、紛失や盗難に遭ったコンピューターを探し出す際に役立つ。犯人の写真をiSightで撮影し、デバイスが検出されると、現在地のレポートを作成して、所有者に連絡する。
「データの暗号化」はファイルシステムレベルの暗号化ツールで、ファイルやフォルダをパスワードで暗号化する。「ファイルの復元」はデータ復元ユーティリティで、誤って削除されたファイルを復元できる。バックアップソフトウェアも搭載しており、ファイルをUSBフラッシュドライブ、外付けHDD、FTPサーバーにコピーできる。「シュレッダー」機能はデータの完全消去ツールで、削除したファイルを完全に消去できる。

### クリーニング
「高速クリーンアップ」はハードディスク内のジャンクファイルを検出して削除し、空き容量を増やすディスククリーナーである。「重複ファイル検索」ではコンピューターを検索して検出した重複ファイルを削除できる。「ファイル検索」は特定のファイルタイプを検索できるツールである。「ディスク使用量」はサイズの大きなファイルやフォルダを特定できる機能である。｢スマートアンインストーラー」はウィジェット、アプリケーション、初期設定、プラグインを削除します。また、アイテムをゴミ箱に移動してもMacのハードディスクに残るアプリケーション関連の設定、ウェブキャッシュ、ログファイルも削除する。

### システムの最適化
「更新トラッカー」はMacにインストールされたアプリケーションの最新版がないかチェックする。すべてのアプリケーションは「最新」と「古い」に色分けされて表示される。「ログイン項目」ではコンピューターの起動時に自動的に起動するアプリケーションを設定できる。「デフォルトアプリケーション」はファイルを開く際のすべてのファイル拡張子とアプリケーションのファイルタイプによる関連付けが表示され、ユーザーが変更することもできる。

## 評判

### レビュー
MacKeeperはソフトウェアの効率性に関してレビュアーの評価が分かれている。Macworldは2010年8月、0.9.6ビルドに対して3.5点（5点満点）を付けており、多くのツールをまとめたセットとしてはリーズナブルな価格であると評価しているが、ツール間の切り替えに時間がかかるとも評している。MacLifeは2.5点（5点満点）を付け、デバイスの空き容量を増やすには便利だが、その他の機能は効果に一貫性がなく、ほとんどのユーザーにはウイルス対策機能は不要だとしている。AV-ComparativesはMacをベースとしたマルウェアの検知能力が優れていると評価した。また、「セキュリティの問題に詳しいMacファンには適した製品だが、予め最適な設定にしたセキュリティを必要とする初級ユーザーにとっては理想的とはいえない」とも述べた。OPSWATはフィッシング詐欺だけでなくスパイウェアやマルウェアからもユーザーを守るとして、同プログラムにゴールド・サーティフィケートを授与した。
2015年5月、MacNNウェブサイトはMacKeeperにユーザーが攻撃にさらされる深刻なセキュリティの脆弱性があると発表した。そのため、root権限で任意コードや任意コマンドを実行すると、攻撃者の意のままにマルウェアなどをインストールすることが可能であると伝えている。

### マーケティング手法に関する批判
ZeoBitはMacKeeperのプロモーションについて誤解を招く広告をしていると批判を浴びた。その中には、アフィリエイトマーケティング、ポップアンダー広告、自作自演のレビューだけでなく、ライバル社を批判するウェブサイトも含まれる。ZeoBitによれば匿名のライバル企業によりMacKeeperも批判を受けており、多くのユーザーやメディアがMacKeeperを別のアプリケーションと混同していると主張している。

### 訴訟
2014年1月、イリノイ州でZeoBitに対する集団訴訟が起こされた。訴訟内容は「MacKeeperの無料トライアル版も製品版も信頼できる診断を実行できなかった」とするもので、重大なエラーにより消費者のMacに修理が必要となり、危険にさらされたというものである。2014年5月にはペンシルベニア州でKromtechに対して、MacKeeperはセキュリティの問題を偽装し、被害者に不要な修復に対する費用を支払わせたとして訴訟が起こされた。Kromtech側は同社に対する名誉毀損であるとして原告に対する訴訟を起こした。2013年7月、KromtechはCleanMyMacの開発者であるMacpawに対して訴訟を起こした。Kromtechの申し立てによれば、Macpawの従業員が複数のユーザー名を作成し、複数のウェブサイトにMacKeeperを中傷する投稿を行ったという。MacKeeperは2014年7月、YouTube動画でMacKeeperを批判していたユーザーに対し、詐欺的なアプリケーションと呼ぶなど誹謗中傷をしたとして訴訟を起こした。